# Béla Jánky
Béla Jánky (n. 1 mai 1931, Odorheiu Secuiesc – d. 26 octombrie 2009, Cluj-Napoca) a fost un poet și traducător maghiar din Transilvania, autor de cărți pentru copii și tineri, membru al Uniunilor Scriitorilor din România și din Ungaria. A publicat mai multe volume de poezii și o serie de articole de ziar în diferite reviste din România.

## Biografie
Béla Jánky s-a născut în Odorheiu Secuiesc la 1 mai 1931. A urmat studii la Gimnaziul Majláth din Alba Iulia și apoi la Liceul Ady Șincai din Cluj, unde a absolvit în 1950. A obținut licența în literatura maghiară la Universitatea Bolyai din Cluj, în 1954. Debutul său ca scriitor a avut loc în 1950 în săptămânalul literar Utunk din Cluj. A lucrat începând din 1952 pe post de cronicar cultural la Igazság, iar din 1957 la Dolgozó Nő. În 1974 a devenit redactor al revistei literare pentru copii Napsugár. Scrierile sale au mai fost publicate în periodicele maghiare Igaz Szó, Korunk, Művelődés, Jóbarát, Ifjúmunkás și Előre. A fost membru al Uniunii Scriitorilor Maghiari și al Uniunii Scriitorilor din România.
În 1968 poetul a primit Ordinul Meritul Cultural clasa I, iar ulterior Ordinul Meritul Muncii clasa a II-a.
Debutul său editorial a avut loc în 1956 cu volumul de versuri Leánykérő. În 1969 a publicat volumul Ezüst ember tánca. Cartea Fecskelánc ce conținea și poeme pentru copii a fost publicată în 1981, fiind ilustrată cu desene de István Árkossy. Au urmat volumele Fiúban, földben (1982), Szerencsefű (1987), Napkosár (1990) și Sárkánymosoly (1995). În 1993 a publicat șapte poezii haiku, apoi a adunat mai multe haiku-uri pe care le-a publicat în două volume intitulate Pillanatok színe, ce au apărut la Târgu Mureș, în 2002, și la Cluj, în 2005.
În 1961 a tradus în maghiară mai multe cântece populare românești. A tradus de asemenea romanele Viața la țară și Tănase Scatiu ale lui Duiliu Zamfirescu (1858-1922), pe care le-a publicat în 1965. În traducerea sa au apărut, de asemenea, cele mai frumoase poezii ale poetului Ion Barbu (1895-1961) în 1971, precum și mai multe poezii ale lui Lucian Blaga în 1975.
A decedat la 26 octombrie 2009, în Cluj-Napoca, după o boală îndelungată. A fost înmormântat în cimitirul Hajongard din Cluj.

## Scrieri
- Leánykérő [versuri]. București: ESPLA. 1956. [52 p.]
- Ezüst ember tánca [versuri]. București: Editura pentru Literatură. 1969. [101 p.]
- Fecskelánc [poezii pentru copii]. desene de István Árkossy. București: Editura Kriterion. 1981. [142 p.]
- Fiúban, földben [versuri]. București: Editura Kriterion. 1982. [122 p.]
- Szerencsefű [poezii pentru copii]. Budapesta–București: Editura Ion Creangă. 1987. ISBN 9631160424 [119 p.]
- Napkosár [poezii pentru copii]. desene de Imre Baász. București: Editura Ion Creangă. 1990. ISBN 9732503203 [107 p.]
- Sárkánymosoly [poezii pentru copii]. desene de Ferenc Deák. Cluj: Tinivár. 1995. ISBN 973-96936-1-X [106 p.]
- Pillanatok színe: 82 haiku [haiku]. Tg. Mureș: Mentor Kiadó. 2002. ISBN 973-599-016-4 [100 p.]
- Pillanatok színe: 201 haiku [haiku]. Második, bővített kiadás. Cluj: Editura Kriterion. 2005. ISBN 9732608188 [116 p.]
- Szeretnék csergőóra lenni [poezii pentru copii]. desene de László Feszt. Odorheiu Secuiesc: Editura Erdélyi Gondolat. 2009. ISBN 978-606-534-000-8 [41 p.]

## Traduceri
- Duiliu Zamfirescu: Falusi életképek – Tănase Scatiu (Viața la țară - Tănase Scatiu) [două romane]. București: Editura pentru Literatură. 1965. [309 p.]
- Ion Barbu: Ion Barbu legszebb versei [poezii]. București: Editura Albatros. 1971. [124 p.]
- Duiliu Zamfirescu: Falusi életképek (Viața la țară) [roman]. București: Editura Kriterion. 1989. [180 p.]

## Premii
- Ordinul Meritul Cultural clasa I (1968)[7]
- Ordinul Meritul Muncii clasa a II-a[7]